# 潘清簡
潘清簡（越南语：／，1796年11月11日—1867年8月4日），字靖伯（越南语：／），又字淡如（越南语：／），號梁溪（越南语：／）別號梅川（越南语：／）。越南阮朝時期的政治家、儒家、作家、历史學者。他是越南史料《欽定越史通鑑綱目》的總裁官，曾於1863年出使法國，後來在法越戰爭法軍佔領南圻後自殺身亡。

## 身世
潘清簡於1796年11月11日出生在永鎮營定遠州新盛村（今屬檳椥省𠀧知縣保盛社），其父系是明鄉人、母系是越族人。其祖父潘清熠（Phan Thanh Tập）來自中國福建漳州府的海澄縣（今漳州龍海市），其祖父爲明朝的忠臣，由於不願臣服於清朝而流亡越南，來到歸仁府（今平定省）。其祖父在當地娶越族女子黃氏學（Huỳnh Thị Học）為妻並生子潘清彥（Phan Thanh Ngạn），因此潘清簡的父親是中越混血兒。而潘清簡的母親林氏筆（Lâm Thị Bút）也同時具有中越混血血統。西山之亂時，潘清簡一家又遷居永鎮營。

## 生平

### 早年經歷
潘清簡少年好學，頗有文名。明命六年（1825年），參加嘉定場鄉試，考中舉人第二名。明命七年（1826年），考中進士，開南圻進士先河。初授翰林院編修，歷任刑部郎中，出為廣平鎮參協。明命九年（1828年），權乂安鎮守，不久回任廣平參協。次年（1829年），升署承天府府尹。後轉禮部侍郎，充辦閣務。不久又遷任寧平協鎮。明命十二年（1831）年，改任廣南鎮。恰逢蠻族入侵廣南，潘清簡領兵出征，兵敗革職。次年（1832年），潘清簡起復為翰林院檢討，充內閣行走，後遷戶部員外郎，署承天府府丞，升鴻臚寺卿，充如清副使。回國後，擢升大理寺卿，兼辦刑部事務，充機密院大臣。
明命十六年（1835年），潘清簡前往鎮西城公幹，回程路過平順省，圍剿當地起事蠻族而還。後改任廣南省布政使，代理巡撫一職。任內，潘清簡曾經與《海南雜著》的作者清人蔡廷蘭會面，書中稱潘清簡「裕才學，性謙衝，禮文閒適」，潘向其贈送了茶糕和路費，雙方又以詩唱和。
明命十七年（1836年），明命帝打算巡視廣南，潘清簡上疏阻攔，聲稱廣南當地夏禾歉收，四五月時又是農忙季節，請求暫停巡視。明命帝大為不悅，派武維新為廉訪使巡視廣南，查處廣南弊政，潘清簡因此被貶為六品屬員，留廣南效力。兩個月後，調任內閣承旨，轉戶部郎中，辦理部務。不久升署戶部侍郎，充機密院大臣。明命十九年（1838年），降為郎中，隨後前往太原省開採銀礦。明命二十年（1839年）冬，明命帝召還潘清簡，改任通政使司副使，轉戶部侍郎。隨後他因袒護同鄉王有光遭明命帝惡，再降為通政使司副使。明命二十一年（1840年），升兵部侍郎。
紹治元年（1841年），潘清簡擢升兵部參知，充機密院大臣。紹治七年（1847年），擢刑部尚書，充機密院大臣。嗣德元年（1848年），改任吏部尚書。次年（1849年）初，充經筵講官。不久，改充左畿經略大使，領平富總督，兼知順慶道。嗣德四年（1851年），改充南圻經略副使，領嘉定巡撫，兼知邊和、永隆、定祥、安江、河僊五道。嗣德六年（1858）八月，潘清簡被召還京，升署協辦大學士，領兵部尚書，充機密院大臣，經筵講官。嗣德九年（1856年），潘清簡奉命編纂《欽定越史通鑑綱目》，任總裁官。

### 西貢條約
在法國勢力進入越南之際，潘清簡主張同法國談判。嗣德十五年（1862年），越南同法國簽訂《西貢條約》，潘清簡在其中扮演了重要角色。法國剛剛派人要求和談時，潘清簡便與林維浹自請出任議和正副使。在《西貢條約》中，越南將被法國佔領的嘉定、定祥、邊和以及崑崙島割讓給了法國，並向法國賠款400萬銀元。消息傳到順化朝廷，嗣德帝下旨切責潘清簡、林維浹二人，改潘清簡為永隆總督，繼續與法軍交涉。不久因未能改變條約內容，潘清簡遭革職留任處罰。自此，潘清簡的影響力大為下降，不僅為越南百姓所唾駡，也受到了嗣德帝的疏遠。

### 赴法使節

#### 法國訪問

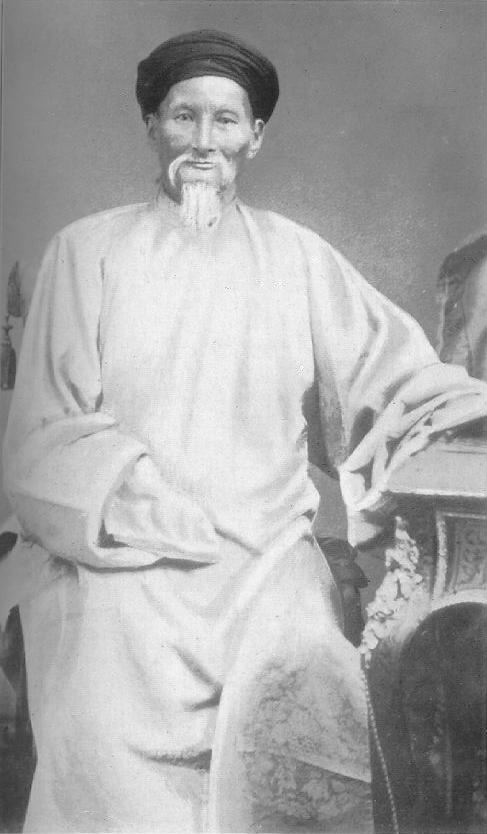
潘清簡

嗣德十六年（1863年），嗣德帝任命潘清簡為如西正使，前往法國，要求拿破崙三世退還在西貢條約中所取得的越南領土。法國冒險家阮文勝的兒子Michel Duc Chaigneau隨行。在出使之前，嗣德帝召見潘清簡，要他權衡輕重，盡力而行。潘清簡回稱，依照現在的形勢，割地勢在必行。出使之事，成與不成，全在法國人的態度，但他和副使會竭盡全力。
1863年11月，潘清簡會見了法國皇帝拿破崙三世和歐也妮皇后，拿破崙三世最終同意了歸還土地，交換條件是必須向法國賠款、同意法國在西貢、美湫和土龍木駐軍以及承認法國的軍事保護。但是法國的海軍大臣德·夏斯盧·羅巴反對歸還這些土地，甚至以辭職相威脅，最終拿破崙三世於1864年6月被迫取消了這項協議。

#### 文明見學
在這次法國之行中，潘清簡親眼目睹了法國在工業革命以後的技術先進性，而蒸汽機等創新事物更是令他驚訝不已。回到越南之後，潘清簡向嗣德帝描述了「法國的富有和強大超出了語言所能描述的範圍」。但嗣德帝不以為然，作詩斥責了潘清簡，認為只要使用仁義道德就可以使法國侵略者退卻。

### 經略大使生涯

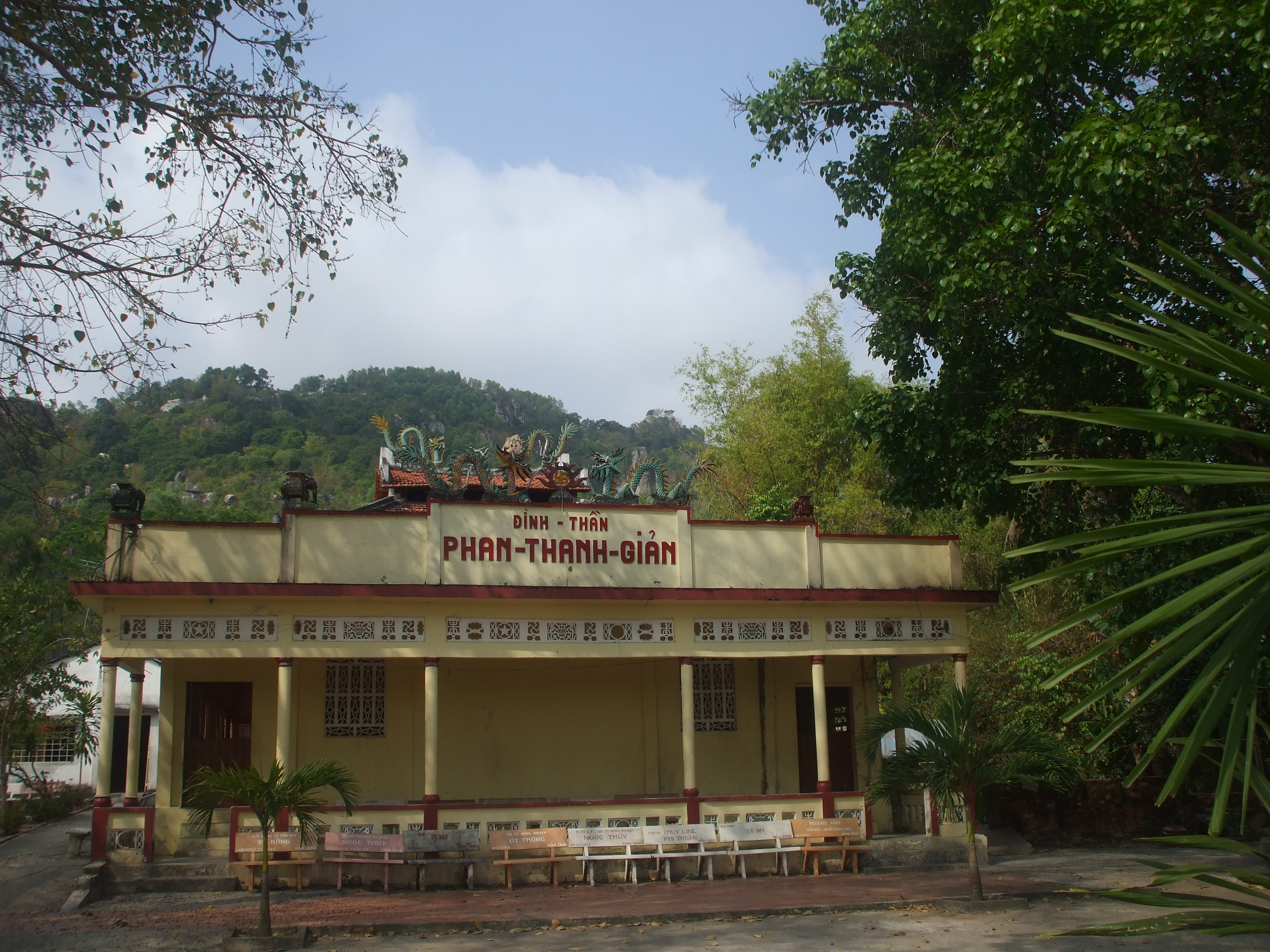
潘清簡的祠堂

嗣德十七年（1864年），潘清簡歸國之後，改領戶部尚書。不久，法國全權大臣何巴理到任，潘清簡再任全權大臣，與何巴理交涉。嗣德十八年（1865年），潘清簡六十九歲，上疏請休，但被嗣德帝留任。當時法國已經割占南圻東三省，西三省永隆、安江、河仙孤懸一方。陳踐誠舉薦潘清簡出任南圻經略大使。嗣德二十年（1867年）五月，法軍派兵到永隆，要求越南割讓西三省，潘清簡竭力避免同法國軍隊發生正面衝突，勸說法軍不要驚擾百姓，法軍統帥隨後出城，但法軍士兵已經四面入城，佔領永隆省城。，不久傳來消息，安江、河仙二省也已先後失陷。潘清簡自知罪責難逃，服毒自殺而死，年七十一歲。
嗣德二十一年（1868年），嗣德帝追奪潘清簡和林維浹的職銜；又刮去他們在進士題名碑上的名字，永存斬候之案。同慶元年（1886年），同慶帝開復潘清簡原銜，恢復進士題名碑上的名字。

## 著作
潘清簡主編《欽定越史通鑑綱目》、《大南實錄》、《明命政要》，著有《梁溪詩草》、《梁溪文草》、《使程詩集》、《文草補遺》、《臥遊集》、《如西使程日記》等。

## 評價
- 《大南實錄》：清簡為人端良，持心廉潔，居官勤慎，遇事敢言。歷事三朝，素所簡眷。及捧節南行，勢無可奈，乃能知罪引決，寔處人之所難。觀其遺疏，忠愛之心，溢於言表。且又學富辭博，翼宗英皇帝於幾暇辰，論及諸臣為文，嘗以古雅稱之。後之南中名臣，鮮能出其右者。

- 《海南雜著》：公裕才學，性謙衝，禮文閒適。

## 家庭
潘清簡有四子。
- 次子潘清薌
- 三子潘清簾，仕至參知，追贈兵部尚書
- 四子潘清蓀

### 腳注
1. ↑  早期一些法文史料將其名字拼作Phan Thanh Jan。

### 出處
1. ↑  .   [2011-03-06]. （原始内容存档于2016-03-04）.
2. ↑  Nguyẽn (1964), p. 227
3. ↑  Choi (2004), p. 106
4. ↑  Nguyẽn (1964), p. 240
5. ↑  .   [2017-11-11]. （原始内容存档于2017-11-12）.
6. ↑  .   [2017-11-11]. （原始内容存档于2019-06-12）.
7. ↑  蔡廷蘭《海南雜著》:「二十五日，見巡撫官(兼管廣義，稱南義巡撫官)潘公(名清簡，號梅川，進士出身，曾入使天朝；前任東閣大學士，以事降外任，調今職)。公裕才學，性謙衝，禮文閒適。一日延敘兩次，贈錢五貫及茶糕數事，有倡和詩。次早，遣屬員持名紙送行。」
8. 1 2 3 4  Jamieson, p.46 （页面存档备份，存于）
9. ↑  .   [2011-01-01]. （原始内容存档于2014-01-11）.
10. ↑  Chapuis, p.49: "Phan Thanh Giản agreed to cede Già Dinh, My Tho, Bien Hoa, and the Poulo Condore Island, and to pay for war reparations of 400000 silver dollars over 10 years" （页面存档备份，存于）
11. ↑  Tran and Reid, p.207 （页面存档备份，存于）
12. ↑  Chapuis, pp.50–51 （页面存档备份，存于）
13. ↑  .   [2011-01-01]. （原始内容存档于2013-06-03）.
14. ↑  《國朝正編撮要·卷之五》